# (4285) Hulkower
(4285) Hulkower est un astéroïde de la ceinture principale.

## Description
(4285) Hulkower est un astéroïde de la ceinture principale. Il fut découvert le 11 juillet 1988 à l'Observatoire Palomar par Eleanor Francis Helin. Il présente une orbite caractérisée par un demi-grand axe de 2,64 UA, une excentricité de 0,16 et une inclinaison de 13,2° par rapport à l'écliptique.

## Compléments